# Cymothoa excisa
Cymothoa excisa es una especie de crustáceo isópodo marino del género Cymothoa, familia Cymothoidae. Fue descrita científicamente por Perty en 1833.

## Distribución
Esta especie se encuentra en Brasil, golfo de México y el Atlántico tropical.